# Воробьёва, Людмила Георгиевна
Людми́ла Гео́ргиевна Воробьёва (род. 26 января 1964) — российский дипломат. Чрезвычайный и полномочный посол (11 июня 2019).

## Биография
Окончила Московский государственный институт международных отношений (МГИМО) МИД СССР (1985). Владеет английским, французским, лаосским и тайским языками. В 1985—1989 годах преподавала лаосский язык в МГИМО.
В 1989—1993, 1996—1999 и 2003—2005 годах — сотрудник посольства СССР, России в Лаосе.
В 2005—2007 годах — советник-посланник посольства России в Таиланде.
В 2007—2010 годах — заместитель директора Департамента стран Азиатско-тихоокеанского региона МИД России.
С 15 июня 2010 по 18 февраля 2015 года — чрезвычайный и полномочный посол России в Малайзии.
С 10 марта 2015 по февраль 2018 года — директор Третьего департамента Азии МИД России.
С 15 февраля 2018 по 1 марта 2024 года — чрезвычайный и полномочный посол Российской Федерации в Индонезии, а также в Кирибати и Восточном Тиморе по совместительству.
С 20 апреля 2018 по 1 марта 2024 года — чрезвычайный и полномочный посол Российской Федерации в Папуа — Новой Гвинее по совместительству.
С 6 мая 2024 года — директор Третьего департамента Азии МИД России.

## Дипломатический ранг
- Чрезвычайный и полномочный посланник 2 класса (1 июня 2009)[10].
- Чрезвычайный и полномочный посланник 1 класса (4 июня 2014)[11].
- Чрезвычайный и полномочный посол (11 июня 2019)[12].

## Награды
- Орден Почёта (10 февраля 2025 года) — за вклад в реализацию внешнеполитического курса Российской Федерации и многолетнюю добросовестную дипломатическую службу[13].
- Орден Дружбы[9].
- 5 мая 2019 года митрополитом Сергием (Чашиным) награждена орденом преподобной Ефросинии Полоцкой, III степени[14].

## Изданные работы
Людмила Воробьёва является автором книг об истории и развитии стран Балтии и Европы.
- История Латвии. От Российской империи к СССР, 2011 г.
- Прибалтика на разломах международного соперничества, 2013 г.
- Прибалтийский вопрос. Эстонское направление (1920—2016 гг.), 2016 г.
- Священное имя русской Пруссии - Мультатули Петр Валентинович, Воробьёва Людмила Михайловна, 2020 г.

## Семья
Замужем. Имеет дочь (род. в 1995).